# شون لي (لاعب كرة قدم أمريكية)
شون لي (بالإنجليزية: Shawn Lee)‏ هو لاعب كرة قدم أمريكية أمريكي، ولد في 24 أكتوبر 1966 في بروكلين في الولايات المتحدة، وتوفي في 26 فبراير 2011 في رالي في الولايات المتحدة بسبب ذات الرئة.

## وصلات خارجية
- شون لي (لاعب كرة قدم أمريكية) على موقع مرجع كرة القدم المحترفة.كوم (الإنجليزية)